# Efstathios Chorophas
Efstathios Chorophas (1871 – ?) foi um nadador grego. Ele participou dos Jogos Olímpicos de Verão de 1896, em Atenas.
Chorophas foi o único nadador que competiu em todos os três eventos abertos de natação. Seus tempos em cada um dos eventos é desconhecido, bem como sua posição nos 100 metros livre, mas é sabido que ficou em terceiro lugar nos outros dois.